# 托馬希夫卡 (蘇梅州)
50°54′6″N 33°39′19″E / 50.90167°N 33.65528°E
托馬希夫卡（烏克蘭語：Томашівка）是位於烏克蘭東北部的村莊，由蘇梅州羅姆內區的科羅溫齊市鎮負責管轄。該村處於比什金河畔，距離小布德基4公里，海拔高度136米，2001年人口669。